# Emlékezz Phlebasra
Az Emlékezz Phlebasra Iain M. Banks skót író Kultúra-ciklusának az első kötete. Először a Macmillan és az Orbit adta ki 1987-ben, a magyar nyelvű megjelenésre 2005. május 5-én került sor.

## Történet
|  | Alább a cselekmény részletei következnek! |

A háború maga alá gyűrte a galaxist. Milliók haltak meg, holdak, bolygók, egész csillagrendszerek pusztultak el. Az idiriek a hitükért harcoltak, a Kultúra pedig – ez az emberek és gépek szimbiózisából álló társadalom – saját létezésük jogosságáért. A háború elvekről szólt. És mindenki győzni akart. Aztán egy ütközet eredményeként a Kultúra egyik szuperszámítógépe, egy Elme zuhan bele Schar Világának kietlen, fagyott felszínébe, és bújik meg a földalatti alagútrendszerben. Az idiriek meg akarják találni, hogy a számukra ismeretlen technológia segítségével előnyre tegyenek szert a háborúban. A Kultúra pedig mindenre képes, hogy visszaszerezze, mielőtt az Elme az ellenség kezébe kerül. Az idiriek szolgálatában álló Alakváltó, Bora Horza Gobuchul indul meg Schar Világa felé, hogy egy szedett-vedett zsoldoscsapat tagjaként megfordítsa a háború menetét. A galaxis jövője az ő kezében van, bár ezt egyelőre még ő maga sem sejti.
|  | Itt a vége a cselekmény részletezésének! |

## Magyarul
- Emlékezz Phlebasra; ford. Olasz Csaba, Totth Benedek; Agave Könyvek, Bp., 2005